# La Pire Espèce
Le Théâtre de la Pire Espèce est une compagnie de théâtre montréalaise créée en 1999. Elle se caractérise par des techniques empruntées à différentes disciplines alternatives du théâtre telles que la marionnette, le clown, le cabaret, le théâtre d'objets et le théâtre de rue. C'est aussi l'un des membres fondateurs d'un lieu de création et de diffusion à Montréal, le Théâtre Aux Écuries, incubateur de compagnies émergentes.

## Spécificité
La Pire Espèce développe une écriture scénique qui aborde simultanément différentes composantes d'un spectacle : texte, mise en scène, scénographie, etc. Dans sa création, la compagnie s'inspire particulièrement des pratiques traditionnelles du théâtre populaire telles que le clown, la marionnette, l'objet, le cabaret et le conte.
La compagnie s'attache à rencontrer des publics variés grâce à des tournées, et ainsi susciter des échanges autour du processus de création, à la suite des représentations et à travers des ateliers de formation.

## Directeurs artistiques
- Olivier Ducas
- Francis Monty

## Spectacles et récompenses
- Ubu sur la table (2003)[2].
  - Prix OFQJ-RIDEAU, catégorie création (2003)[3].
  - Prix de la critique au Festivalul International de Teatru Atelier à Baia Mare en Roumanie (2007)
  - Prix du meilleur spectacle à l’International Puppet Theatre Festival de Plovdiv en Bulgarie (2010)
  - Mention spéciale du jury pour l'innovation de la manipulation des objets au Festival international des théâtres de marionnettes "Visiting Arlekin" de Omsk en Russie (2013)

- Persée (2005)[4].

- Monsieur Ratichon dans… La vie est un match (2006)
  - Nommé au Gala des Masques[pertinence contestée] pour la meilleure conception sonore (2006)

- Roland, la vérité du vainqueur (2008)[5],[2].
  - Prix Accès culture à la bourse RIDEAU (2009)
  - Nommé dans la catégorie "Meilleur spectacle jeune public"[pertinence contestée] par l'Association québécoise des critiques de théâtre.

- Gestes impies et rites sacrés (2010)
  - Prix du Néo-Cochon pour l'innovation théâtrale au Gala des Cochons d'or de Carte Prem1ères (2010)
  - Prix du Cochon de chiffon pour les meilleurs costumes au Gala des Cochons d'or de Carte Prem1ères (2010)
- Die Reise ou les visages variables de Felix Mirbt
  - Prix du Cochon coopération pour la meilleure cohésion d'équipe au Gala des Cochons d'or de Carte Prem1ères (2012)
  - Prix du Cochon tapageur pour la meilleure conception sonore au Gala des Cochons d'or de Carte Prem1ères (2012
  - Prix de la Cochonnette vedette pour la meilleure actrice (Marcelle Hudon) au Gala des Cochons d'or de Carte Prem1ères (2012)
  - Prix Cochonnailles en mention spéciale du Jury au Gala des Cochons d'or de Carte Prem1ères (2012)

- Villes (2014)[2],[6].

- Futur intérieur (2014)[7],[8]